# 1185 Nikko
1185 Nikko è un asteroide della fascia principale. Scoperto nel 1927, presenta un'orbita caratterizzata da un semiasse maggiore pari a 2,2371542 UA e da un'eccentricità di 0,1056919, inclinata di 5,70055° rispetto all'eclittica.
Il suo nome è un omaggio alla città di Nikkō, in Giappone.